# حسن انوری
حسن انوری (زادهٔ ۱۰ اسفند ۱۳۱۲ در تکاب) استاد بازنشستهٔ زبان و ادبیات فارسی دانشگاه تربیت معلم تهران، سرپرست تألیف مجموعه فرهنگ‌های سخن، مصحّح گلستان سعدی، و عضو پیوستهٔ فرهنگستان زبان و ادب فارسی است. او به‌عنوان چهرهٔ ماندگار در رشتهٔ «ادبیات» معرفی شده است. همچنین، بخشی از پژوهش‌های او به حافظ‌پژوهی اختصاص دارد. او برخی از حروف (مجلدات) لغت‌نامهٔ دهخدا را نیز تدوین کرده است. انوری اصالتاً ترک‌زبان است. بنیاد نخبگان استان تهران مراسم تکریمی در سال ۱۳۹۵ با حضور جمعی از چهره‌های علمی و فرهنگی کشور، شاگردان وی، و استعدادهای برتر برگزار کرد. او همچنین عضو هیئت گزینش کتاب و جایزهٔ بنیاد موقوفات دکتر محمود افشار است.

## تحصیلات
- دکتریِ ادبیات فارسی از دانشگاه تهران، ۱۳۵۰
- کارشناسی ارشد ادبیات فارسی از دانشگاه تهران، ۱۳۴۶
- کارشناسی ادبیات فارسی از دانشگاه تبریز، ۱۳۴۰